# Juan de Borbón-Soissons
Juan de Borbón-Soissons (La Fère, 6 de julio de 1528 - San Quintín, 10 de agosto de 1557), fue un noble francés, conde de Soissons, hijo de Carlos IV de Borbón y de Francisca de Alençon. Por tanto, era príncipe de sangre a través de la Casa de Borbón, a la que pertenecía su padre y de la Casa de Valois, a la que pertenecía su madre.

## Biografía
Fue el undécimo hijo de Carlos, duque de Borbón y de Vendôme, y de Francisca, duquesa de Alençon y condesa de Perche. Su madre era descendiente de Carlos II de Alençon, hermano menor del rey Felipe VI de Francia. 
En 1546, a la muerte de su abuela María de Luxemburgo, heredó el título de conde de Soissons. Ese mismo año, también heredó el título de conde de Enghien al morir su hermano mayor Francisco de forma prematura a la edad de 27 años. 
En 1557, se convirtió en duque de Estouteville al contraer matrimonio con su prima María de Borbón-Saint-Pol, hija de su tío Francisco I de Saint-Pol. De esta unión no hubo descendencia y sus posesiones pasaron a manos de su hermano menor Luis. 
Murió ese mismo año en la Batalla de San Quintín.